# 李部
李部（1985年2月19日—），生于北京，祖籍山西阳泉，毕业中央戏剧学院表演系，中国当代著名模特、演员。

## 演艺经历
- 《子夜》饰演：朱桂英
- 《情定CRD》出演：护士
- 《春暖花开》饰演：山菊
- 《建国大业》群众演员
- 《唐山大地震》出演：张静初的大学舍友

## 奖项荣誉
- 相声作品获得山西新人大赛三等奖。
- 小品作品获得全国戏剧五十周年山西赛区一等奖。
- 作为模特获得山西模特大赛亚军。
- 快板获得山西省曲艺大赛优秀奖。